# Ignacio Andereggen
 

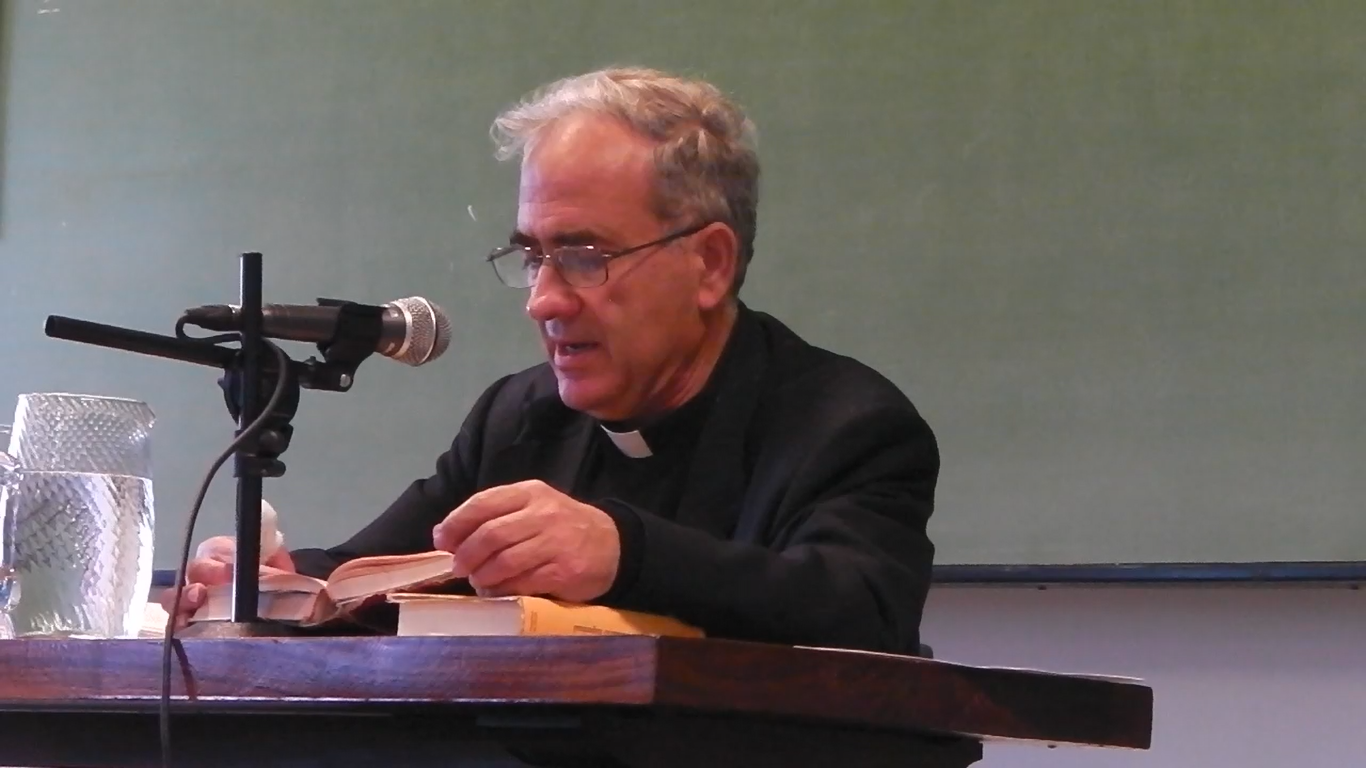
Ignacio E. M. Andereggen

Ignacio E. M. Andereggen (nascido em Buenos Aires em 1958) é um padre católico, filósofo e teólogo argentino. Doutor em Filosofia e Teologia pela Pontifícia Universidade Gregoriana de Roma, é professor titular de Metafísica e Gnoseologia na Faculdade de Filosofia e Letras da Pontifícia Universidade Católica Argentina (Buenos Aires) e professor visitante na Pontifícia Universidade Gregoriana (Roma) e no Pontifício Ateneu Regina Apostolorum (Roma). Andereggen foi pesquisador do Conselho Nacional de Pesquisas Científicas e Técnicas (CONICET), é membro correspondente da Pontifícia Academia de Santo Tomás de Aquino e da Religião Católica (Roma), presidente da Sociedade Tomista Argentina e publicou numerosos artigos ( https://unigre.academia.edu/ignacioandereggen) sobre suas disciplinas e livros, alguns deles traduzidos para o italiano.

## Pensamento
Andereggen é um dos principais representantes do tomismo argentino contemporâneo, que aprendeu durante seus estudos de graduação em Filosofia na Pontifícia Universidade Católica da Argentina. Foi aluno de Octavio Derisi, Pedro G. Blanco, Juan A. Casaubón e Emilio Komar. A leitura de Tomás de Aquino por Andereggen é caracterizada por enfatizar a influência sobre este autor do Pseudo-Dionísio, o Areopagita, afirmando especialmente a primazia do Bem como atributo divino. Também destaca a importância da doutrina dionisíaca das uniões e discrições divinas. Andereggen enfatiza a tese tomista da necessidade da graça, mesmo para cumprir plenamente a lei natural. Em consonância com seu interesse em Dionísio, Andereggen também é especialista em teologia mística, que ele estudou desde suas raízes medievais em Dionísio, Santo Agostinho, São Tomás e São Boaventura, até os tempos modernos, especialmente em São João da Cruz. No campo da filosofia, Andreggen é um especialista no pensamento de Hegel, de quem é altamente crítico, bem como na infiltração das ideias do pensador alemão na teologia católica contemporânea. Andereggen também se aventurou no campo da psicologia, desenvolvendo uma profunda crítica filosófica e teológica de Sigmund Freud e propondo o desenvolvimento de uma psicologia católica. 

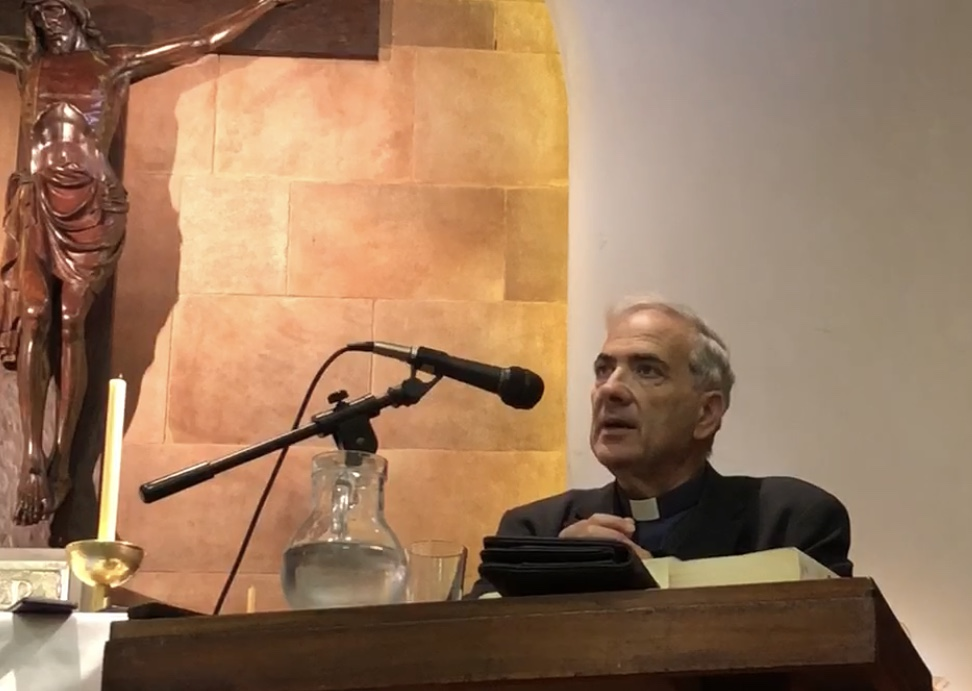

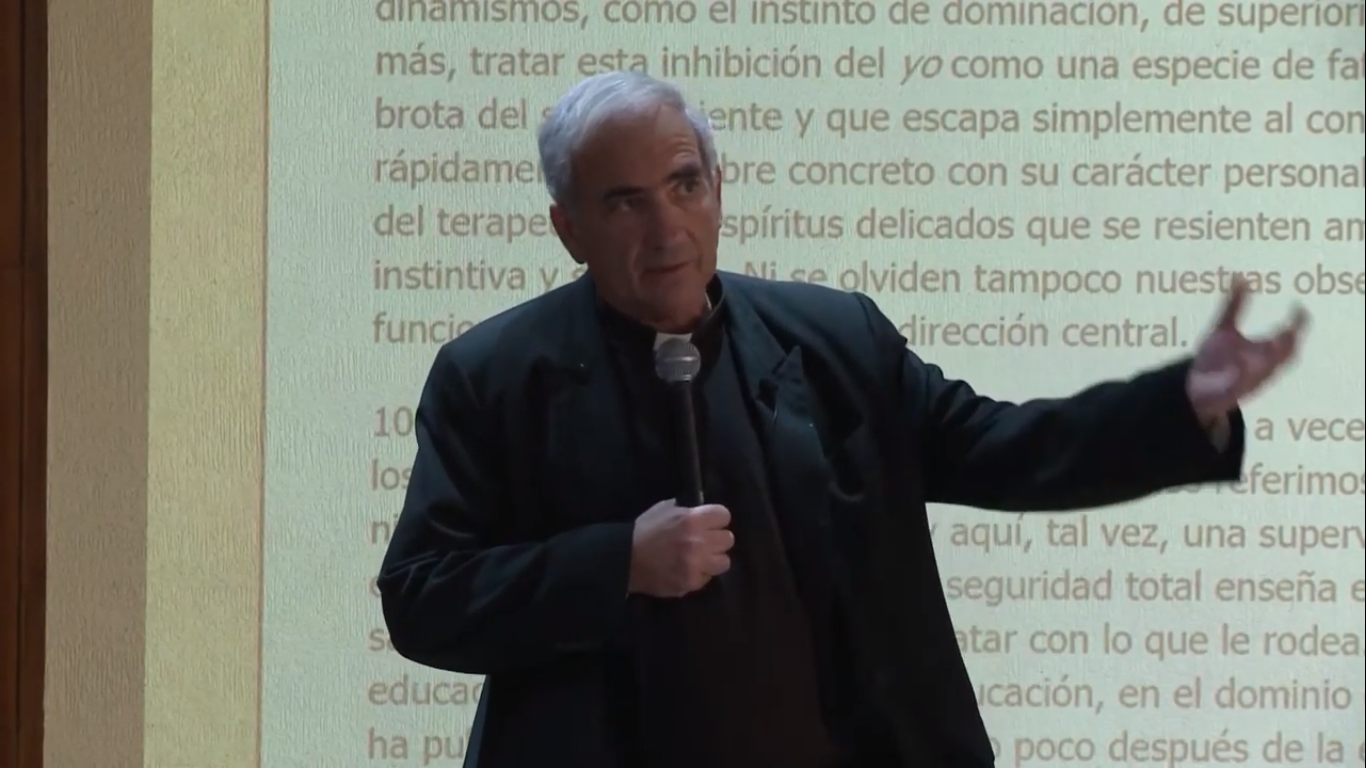

## Obras selecionadas
Introducción a la teología de Santo Tomás de Aquino
- (1992) EDUCA, Buenos Aires, 206 pp.
- (1996) Versión en italiano, Dehoniane, Roma, 224 pp.
- (2019) Versión en italiano, Dionysius, Roma-Madrid-Buenos Aires, 376 pp.

Hegel y el Catolicismo
- (1995) EDUCA, Buenos Aires, 476 pp.
- (2021) Dionysius, Roma-Madrid-Buenos Aires, 518 pp.

Contemplación filosófica y contemplación mística. Desde las grandes autoridades del siglo XIII hasta Dionisio Cartujano
- (2008) EDUCA, Buenos Aires, 598 pp.

Antropología profunda. El hombre ante Dios según Santo Tomás y el pensamiento moderno
- (2012) EDUCA, Buenos Aires, 493 pp.